# あいゆうえにい
「あいゆうえにい」は、日本のシンガーソングライター、つるうちはなの通算2作目のシングル。2015年9月11日に先行配信され、同月20日より会場限定でリリースされた後、2016年3月9日に全国発売された。

## 概要
シングル作品としては、配信限定でリリースされた「I AM ア 人間だもん ep.」以来約3年ぶりで、CD作品としては「あたしバカ/恋愛」以来約7年ぶりとなる。
アートワークは吉川英里が手がけたもの。
2015年9月11日にiTunes Storeにて先行配信され、20日に西荻窪アートリオンで開催されたレコ発ツーマンライブよりCDの販売が開始された。2016年3月に設立されたレーベル「花とポップス」を設立し、同レーベルより3月9日にあーたのアルバム『あーた』、Chakiのアルバム『CHAKISM』とともに全国発売された。タワーレコード、HMV、ヴィレッジヴァンガード購入特典として、新曲「一緒にいようよ」が収録されたCD-Rが付属された。

## 収録曲
| 全作詞・作曲: つるうちはな。 |                                 |              |              |          |          |      |
| #                            | タイトル                        | 作詞         | 作曲・編曲   | 編曲     | ミックス | 時間 |
| 1.                           | 「あいゆうえにい」              | つるうちはな | つるうちはな | teoremaa |          | 2:55 |
| 2.                           | 「I AM ア 人間〜愛mix〜」       | つるうちはな | つるうちはな |          | teoremaa | 3:10 |
| 3.                           | 「パープルサンデー〜平和mix〜」 | つるうちはな | つるうちはな |          | teoremaa | 3:17 |
| 合計時間:                    | 合計時間:                       | 合計時間:    | 合計時間:    | 9:22     |          |      |

## 曲の概説
1. あいゆうえにい
コンセプトは、「人類全肯定ラブソング」[7]。
ミュージック・ビデオの監督は森岡千織（クラウディ）[8]。ミュージック・ビデオには、konore、Chaki、イナダミホとイナダの子、黒田晃太郎と黒田の妻らが出演している。また、このミュージック・ビデオ用にピアノの弾き語り演奏を行なった際の映像も公開されている[9]。
2. I AM ア 人間〜愛mix〜
配信限定シングル「I AM ア 人間だもん ep.」の表題曲のリミックス・バージョン。
3. パープルサンデー〜平和mix〜
1stフル・アルバム『つるうちはな』収録曲のリミックス・バージョン。

CD-R収録曲
1. 一緒にいようよ
自身をはじめとした身近なカップルに向けて書かれたラブソング。
ミュージック・ビデオは、つるうちと夫の日常を撮影したもので構成されている。監修と編集は森岡千織が担当した。

## パーソネル
- つるうちはな - 歌、ピアノ
- teoremaa - プログラミング、ミックス
- konore - エレキギター
- 湯浅篤 - ベース
- 角谷正史 - ドラムス

## 収録アルバム
あいゆうえにい
- LOVE

一緒にいようよ
- LOVE